# مبذل
المِبذَل أو المِفضَل هو لباس خارجي فضفاض يرتديه الرجال أو النساء. إنه يشبه برنس الحمام ولكنه بدون مادة ماصة.